# Мари де Крой
Мари Элизабет Луиза де Крой (фр. Marie Elisabeth Louise de Croÿ; 26 ноября 1875, Лондон — 20 июня 1968, Сен-Бенен-д'Ази (Ньевр) — принцесса де Крой и Сольр, участница подпольной организации в период первой германской оккупации Бельгии, мемуаристка.

## Биография
Дочь принца Альфреда Эммануэля де Кроя и Элизабет Мэри Парнелл.
В начале Первой мировой войны, 22 августа 1914, организовала в своем замке в Белиньи (Нор) госпиталь Красного Креста, а в декабре 1914 вместе с братьями Леопольдом и Режинальдом присоединилась к подпольной сети «Йорк», организованной Эдит Кэвелл для переправки через оккупированную немцами Бельгию в нейтральную Голландию солдат и офицеров союзников, оказавшихся за линией фронта. Принадлежавший семье де Крой замок Белиньи, расположенный между Валансьеном и Мобёжем, в пяти километрах от бельгийской границы, использовался как перевалочный пункт.
До конца лета 1915, когда сеть была раскрыта, удалось переправить около 170 человек. Эдит Кэвелл была арестована в августе, Мари де Крой — в начале сентября. По приговору военного суда 9 октября 9 арестованных, в том числе Эдит Кэвилл и Филипп Бок, были приговорены к смерти, 17 — к каторжным работам, а 8 — оправданы.
Принцесса де Крой была приговорена к 10 годам и 5 ноября отправлена в тюрьму в Зигбурге, недалеко от Кёльна, где близко подружилось с баронессой Мартой Боэль. Жестокие условия заключения, подорвавшие здоровье узницы, а также неоднократные просьбы к кайзеру Вильгельму II о смягчении приговора со стороны короля Испании Альфонсо XIII, папского нунция Эудженио Пачелли, архиепископа Кёльнского, родственников из германской линии дома де Крой и императрицы Циты заставили тюремное начальство 4 июля 1917 перевести тяжело больную принцессу в госпиталь в Мюнстер, затем в Бонн. 13 ноября 1918, после капитуляции Германии, она была освобождена.
Воспоминания Мари де Крой о немецкой оккупации и пребывании в тюрьме были изданы в Париже в 1933 году, и переизданы в 2015.
Во время Второй мировой войны принцесса де Крой укрывала у себя генерала Жиро, бежавшего из немецкого плена, и была арестована в Лилле за оказание помощи другим беглым военнопленным.

## Награды
- Рыцарь ордена Леопольда
- Рыцарь ордена Почетного легиона
- Военный крест
- Офицер ордена Британской империи

## Издания
- Le Martyre des pays envahis. Souvenirs de la Princesse Marie de Croÿ, 1914—1918. — P.: Plon, 1933
- Princesse et combattante: Mémoires de Marie de Croÿ, 1914—1918. — P.: Omnibus, 2015. — ISBN 978-2258116702